# 岐阜名鉄タクシー
岐阜名鉄タクシー株式会社（ぎふめいてつタクシー）は、岐阜県内においてタクシー、ハイヤー事業を運営する企業で、名鉄タクシーホールディングスのグループ会社。

## 概要
本社は岐阜県岐阜市大黒町（配車センターも併設）。市内に2営業所、関市に1営業所の合計3営業所でサービスを展開している。

## 営業所
- 本社営業所：岐阜市大黒町4丁目21番地4
- 岐南営業所：羽島郡岐南町上印食6丁目35番地
- 関営業所：関市栄町2丁目57番地

## 歴史
- 1962年：岐阜観光自動車（現・名鉄観光バス）がタクシーの営業を開始（通称：「観タク」10両）。
- 1964年：岐南タクシー営業開始（7両）。
- 1976年：岐南タクシーと岐阜観光自動車タクシー部門が統合、岐阜名鉄タクシーに社名変更（79両）。
- 1980年：金華交通（車両数：36両）を買収（118両）。
- 1991年：ジャンボタクシー3両増車。
- 1995年：ジャンボタクシー1両減車（127両）、富士タクシー（車両数：30両）を子会社にする。
- 2002年：関営業所2両増車。
- 2003年：本社を現在地に移転（3月）。岐南営業所2両増車、北・関の両営業所で1両増車。
- 2005年：富士タクシーを清算し、岐阜名鉄タクシーへ営業譲渡（車両数：30台）（161台）。
- 2006年：本社・加納・岐南・島・北の各営業所で各1両減車、関営業所は1両増車。

## 事業区域
岐阜交通圏
岐阜市・羽島市・瑞穂市・山県市・本巣市・羽島郡・各務原市（川島町に限る）
美濃・可児交通圏
関市・美濃市・美濃加茂市・各務原市（川島町を除く）・可児市・可児郡・加茂郡（坂祝町・富加町）